# تراگذری

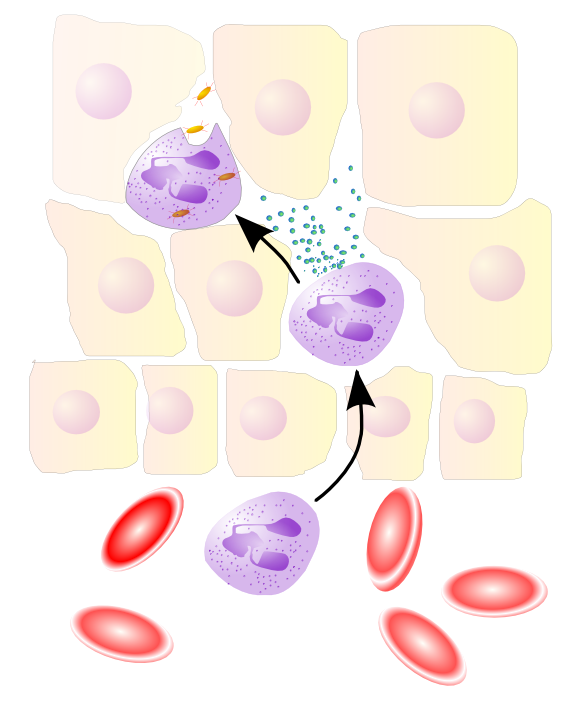
مراحل انجام تراگذری

به فرایند عبور گویچه‌های سفید خون از دیوارهٔ مویرگ به محیط پیرامون، تَراگُذری یا دیاپدز (diapedesis) می‌گویند.
در این فرایند، همه گلبول‌های سفید میتوانند از منافذ بین سلولی دیوارهٔ مویرگ‌ها عبور می‌کنند تا به محل آسیب‌دیده برسند. مواد شیمیایی آزاد شده از سلول‌های آسیب دیده که فاکتورهای جذب‌کننده نوتروفیل‌ها (نوعی گویجه سفید بیگانه خوار) هستند، باعث جذب نوتروفیل‌ها به سمت حاشیه مویرگ‌ها شده واین سلول‌ها با نازک و باریک شدن از لابه‌لای منافذ ریز بین سلول‌های جدار مویرگ خارج و به بافت آسیب دیده وارد می‌شوند. نوتروفیل‌ها باعث کشته شدن باکتری‌ها می‌شوند. سپس درشت‌خوارها (ماکروفاژها) در مرحله بعد به کمک نوتروفیل‌ها می‌آیند.
در محل آسیب یا عفونت، ماست سل‌ها و بازوفیل‌ها هیستامین ترشح می‌کنند؛ که هیستامین گشادکننده رگ‌ها و افزایش خون‌رسانی و کاهش فشار خون در محل آسیب را باعث می‌شود و افزایش نفوذ پذیری رگ‌ها و افزایش عمل دیاپدز و التهاب را به دنبال دارد.
بازمانده میکروب‌ها و سلول‌های خودی کشته شده و نوتروفیل‌ها چرک را می‌سازند. ماکروفاژها می‌توانند با عمل فاگوسيتوز این سلول‌های مرده را از بین ببرند.
مونوسیت‌های خون با عمل تراگذری از مویرگ‌ها خارج و تمایز پیدا می‌کنند و به ماکروفاژ تبدیل و وارد بافت پیوندی می‌شوند. نوتروفیل‌ها نیز دیاپدز و فاگوسیتوز انجام می‌دهند. لنفوسیت‌ها هم قدرت دیاپدز دارند. در پدیدهٔ دیاپدز شکل گلبول‌های سفید تغییر می‌کند به طوری که آن‌ها می‌توانند از منافذ مویرگ‌های خونی عبور کنند. لنفوسیت‌های T، با سلول‌های سرطانی و سلول‌های آلوده به ویروس مبارزه می‌کنند این سلول‌ها هم در بافت هستند، هم در خون.

## بازگشتار
- ایمونولوژی سلولی و مولکولی ابوالعباس؛ نویسنده: ابول عباس؛ ترجمه مهرداد رشدی، احمد مسعود؛ ناشر: کتاب میر؛ شابک: ۹۶۴-۶۴۴۹-۱۴-X
- ایمونولوژی رویت؛ جاناتان بروستوف، ایوان موریس رویت، دیوید میل، دیوید بی روث؛ مترجم عبدالحسین کیهانی، علیرضا فتح‌اللهی، مسعود خدایی، سیدهادی ولایی، معصومه ناظر، مریم زرین قدم مقدم؛ ناشر: ارجمند؛ شابک: ۹۷۸-۹۶۴-۴۹۶-۰۷۷-۲